# Igor Schvede
Igor Schvede (* 5. Dezember 1970 in Prag) ist ein ehemaliger estnischer Marineoffizier. Seit August 2016 war er der Vertreter der estnischen Streitkräfte bei der NATO und EU.

## Leben

### Militärische Laufbahn
Beförderungen
- Leutnant zur See (1993)
- Oberleutnant z.S. (1995)
- Kapitänleutnant (1997)
- Korvettenkapitän (2000)
- Fregattenkapitän (2004)
- Kapitän zur See (2008)
- Flottillenadmiral (2015)
- Konteradmiral (2020)

Im Jahr 1986 schloss sich Igor Schvede der sowjetischen Marine an. Nach seiner Offiziersausbildung in Sankt Petersburg, wechselte er 1993 zu den im Wiederaufbau befindlichen estnischen Seestreitkräften. Ab 1994 war er dort als Kommandant des Hilfsschiffs Ahti eingesetzt und wechselt 1997 in gleicher Position auf das damalige Flaggschiff Sulev. Noch im selben Jahr erfolgte seine Beförderung zum Kapitänleutnant (estnisch: vanemleitnant). Zunehmend spezialisierte er sich auf die Minenbekämpfung, wurde 1998 Kommandant der estnischen Minensuchabteilung und fungierte als Stabschef des Baltic Naval Squadron, dem gemeinsamen Minensuchverband der baltischen Staaten. 
Nach seiner Beförderung zum Korvettenkapitän (estnisch: kaptenmajor) im Jahr 2000, war er von 2001 bis 2002 Kommandant des Baltic Naval Squadron. Im Jahr 2003 besuchte er ein Aufbaustudium für höhere Offiziere an der Baltischen Verteidigungsakademie und wurde 2004 zum Fregattenkapitän (estnisch: kaptenleitnant) befördert. Zudem durchlief er in den nächsten Jahren verschiedene Verwendungen im Ausland (u. a. im ISAF-Hauptquartier in Kabul), um sich für höhere Aufgaben zu qualifizieren. Am 21. November 2007 übernahm er das Amt des Befehlshabers der estnischen Marine, das bis dahin lange Zeit nur kommissarisch besetzt war (vertretungsweise hatte er dieses bereits früher übernommen). Ein Jahr später wurde er zum Kapitän zur See (estnisch: mereväekapten) befördert. Am 23. Juli 2012 wechselte er von der Marine in das Hauptquartier der Streitkräfte und wurde dort ein knappes Jahr später zum Stabschef ernannt. Sein Nachfolger bei den Seestreitkräften wurde Sten Sepper.
Auf dem Dienstposten als Stabschef wurde Schvede im Februar 2015 zum Flottillenadmiral (estnisch: kommodoor) befördert. Im August 2016 wurde er nach Brüssel versetzt und löste dort Valeri Saar als militärischer Vertreter Estlands bei der NATO und der EU ab. Im Rahmen der alljährlichen Beförderungen zum Jahrestag der Gründung der estnischen Republik, wurde er im Februar 2020 zum Konteradmiral (estnisch: kontradmiral) befördert.

### Tätigkeit in der Politik
Nach der Versetzung in die Reserve begann sich Igor Schvede in der Politik zu engagieren und wurde Ende 2022 Mitglied der Reformpartei. Im Rahmen der Parlamentswahl 2023 trat er als Kandidat für diese im Wahlkreis 3 (Tallinn Mustamäe / Nõmme) an.

### Privates
Igor Schvede ist verheiratet und Vater von zwei Kindern (eine Tochter und ein Sohn). Neben seiner Muttersprache beherrscht er auch Englisch und Russisch.